# NN集团
NN集团（NN Group NV）是荷兰海牙的一家公司，NN投资（NN Investment Partners）和荷兰国家保险（Nationale-Nederlanden）的母公司。

## 历史
2007至2008年金融危机期间， ING与政府达成协议剥离其部分业务，2013年NN集团因此成立，继承了ING集团欧洲和日本的保险、资产管理业务。2014年，NN集团在阿姆斯特丹证券交易所上市。